# ورا زاسولیچ
ورا ایوانوفنا زاسولیچ (به روسی: Вера Ивановна Засулич) (زاده ۲۷ ژوئیه ۱۸۴۹ - درگذشته ۸ مه ۱۹۱۹) مبارز، نویسنده و انقلابی مارکسیست روسی بود.
او از بنیان‌گذاران «گروه رهایی کارگر» (به هم‌راه پلخانف) بود. این گروه در ۱۸۸۳ میلادی در سوئیس پا گرفت. به سفارش همین گروه بود که او بسیاری از آثار مارکس از جمله کتاب مانیفست حزب کمونیست را به زبان روسی ترجمه کرد. انتشار این کتاب‌ها در روسیه، به تأسیس حزب سوسیال دموکرات کارگری روسیه انجامید.
زاسولیچ از نسل قدیمی رهبران مارکسیست روسیه به‌شمار می‌آمد که به جوان‌ترهایی چون ولادیمیر لنین پیوست و نشریه ایسکرا را با هم بنیان گذاشتند.
او بخاطر شرکت در ترور یکی از مأموران حکومت تزار، در بین سوسیالیست‌ها معروف و محبوب بود. کارل مارکس و  فردریک انگلس در مقدمهٔ ترجمهٔ روسی کتاب مانیفست حزب کمونیست، از او به عنوان «ورا زاسولیچ قهرمان» یاد کرده‌اند.
در تنش‌های داخلی حزب سوسیال دموکرات کارگری روسیه زاسولیچ به منشویک‌ها پیوست و از رهبران منشویک‌ها شد.

## منبع و پیوند به بیرون
- Marxists.org
- Marxists.org Vera Zasulich Archive
- Vera Zasulich Anarchist Encyclopedia
- "Lenin" by Leon Trotsky
- 'Women and Terror' - interview with Dr. Mia Bloom